# Mijaíl Frunze
Mijaíl Vasílievich Frunze (transliteración del cirílico ruso: Михаил Васильевич Фрунзе, rumano: Mihail Frunză; también conocido como Арсений Трифоныч - Arseni Trífonych; 21 de enerojul./ 2 de febrero de 1885greg. - 31 de octubre de 1925) fue un dirigente bolchevique durante la Revolución rusa y comandante militar soviético.

## Biografía
Frunze nació en Biskek, entonces un pequeño pueblo del Imperio ruso en la zona kirguís del Turquestán, hijo de un campesino rumano (originario de Besarabia).
Durante el II Congreso del Partido Obrero Socialdemócrata de Rusia en Londres (1903), ante la división ideológica entre los bolcheviques de Vladímir Lenin y los mencheviques de Yuli Mártov, los dos principales dirigentes del Partido, sobre táctica (Mártov defendía un gran partido de activistas y simpatizantes y Lenin un partido de revolucionarios profesionales), Frunze se situó con la mayoría bolchevique.
Dos años después del Congreso, Frunze se convirtió en un importante dirigente de la Revolución de 1905, a la cabeza de los trabajadores textiles en huelga en Shuya e Ivánovo. Tras el desastroso final del movimiento, Frunze fue arrestado y sentenciado a muerte, pero fue más tarde indultado y su sentencia conmutada por cadena perpetua a trabajos forzados. Tras diez años en prisiones siberianas, Frunze escapó a Chitá, donde se convirtió en editor del periódico semanal bolchevique Vostóchnoe Obozrenie.
Durante la Revolución de Febrero, Frunze era jefe de la milicia civil de Minsk antes de ser elegido Presidente del Soviet de Bielorrusia. Más tarde fue enviado a Moscú, dirigiendo una milicia obrera en ayuda de la lucha por el control de la ciudad. 
Tras la insurrección de octubre, en 1918, Frunze se convirtió en Comisario Militar de la provincia de Voznesensk. Durante los primeros días de la guerra civil rusa, fue nombrado Comandante del Grupo de Ejércitos del Sur. Tras derrotar al almirante Aleksandr Kolchak y al Ejército Blanco en Omsk, León Trotski (jefe del Ejército Rojo) le dio la comandancia de todo el Frente Oriental. Frunze se encaminó a liberar su nativo Turquestán de tropas blancas.
En noviembre de 1920, Frunze retomó Crimea y consiguió expulsar a las tropas del general blanco Piotr Wrangel fuera de Rusia. Fue así mismo decisivo en la destrucción del movimiento anarquista de Néstor Majnó en Ucrania tras sus enfrentamientos con el Ejército Rojo y su oposición al poder soviético.
En 1921, fue elegido miembro del Comité Central del Partido Bolchevique y en enero de 1925 fue nombrado Presidente del Sóviet Militar Revolucionario, tras la destitución de León Trotski. Firme partidario de Grigori Zinóviev, Frunze entró en conflicto con Iósif Stalin, el principal oponente de Zinóviev en esos momentos.
Supuestamente falleció de una sobredosis de cloroformo durante una operación estomacal el 31 de octubre de 1925. Fue enterrado en la Necrópolis de la Muralla del Kremlin.

## Legado

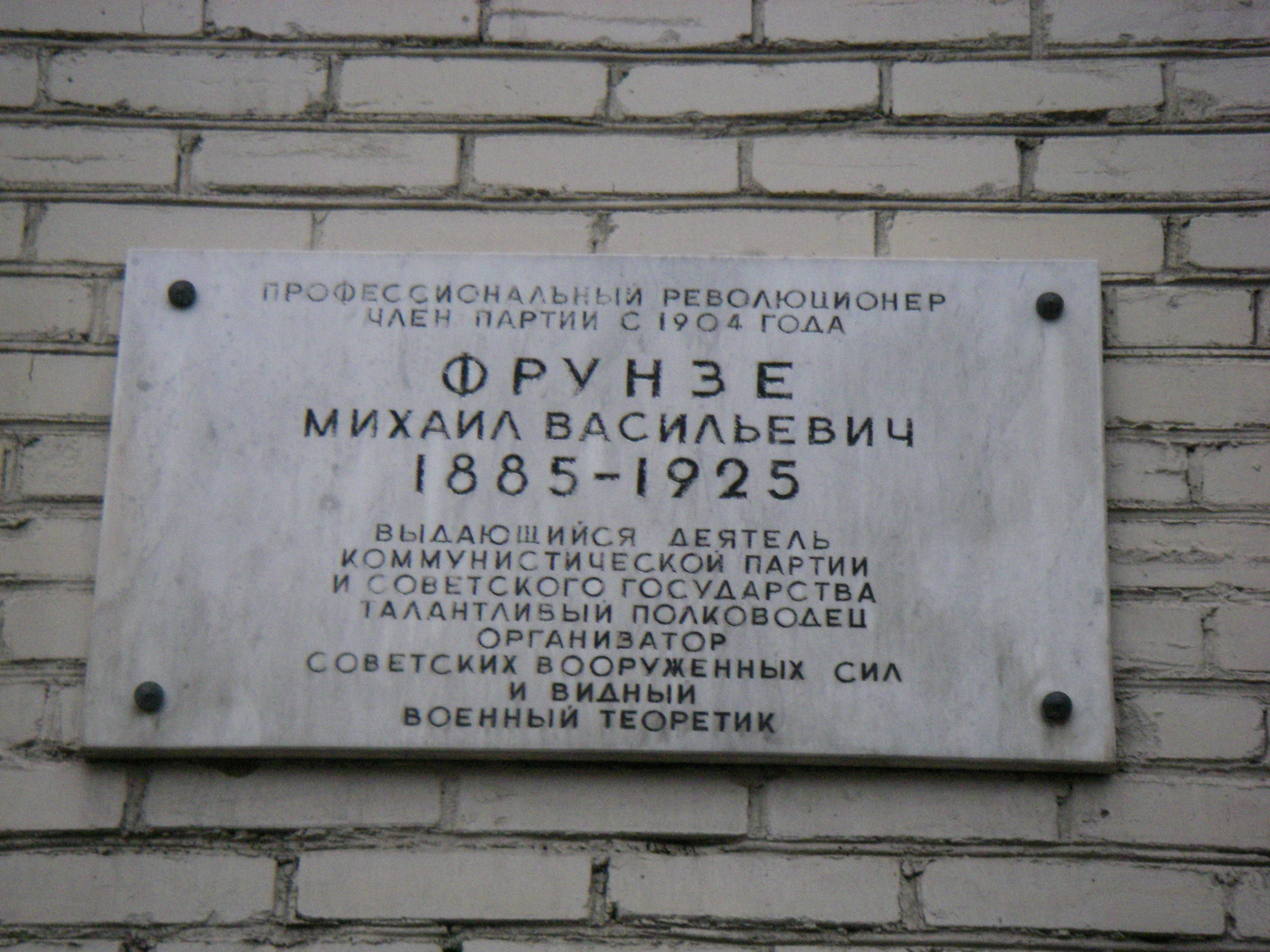
Placa en memoria de Frunze en San Petersburgo.

En 1926, su ciudad natal, Biskek, capital de Kirguistán, fue renombrada Frunze en su honor. Volvió a su antiguo nombre en 1991, después de la disolución de la Unión Soviética. Sin embargo, Frunze sigue siendo conmemorado en la ciudad: una calle y un museo en el centro llevan su nombre.
La Academia Militar Frunze, una de las más respetadas de la antigua Unión Soviética, fue también nombrada en su honor. Así mismo, el nombre oficial de la 2.ª División de Rifles del Ejército Rojo se denominaba 2.ª División Bielorrusa de Rifles Bandera Roja en el nombre de M. V. Frunze.
Una estación del Metro de Moscú fue llamada Frúnzenskaya en su honor, y un busto suyo permanece en su interior. En Shuya, se mantiene un museo memorial dedicado a Frunze. Otros enclaves nombrados en su honor son una calle en la ciudad de Jabárovsk y un parque en Oremburgo.

## Citas
- "Todo lo que hagamos, cualquier acción, debe corresponderse a los más altos ideales de la Revolución".
- "El Ejército Rojo fue creado por los obreros y los campesinos y es dirigido por deseo de la clase obrera. Ese deseo es llevado a cabo por el unido Partido Comunista".